# F Kikan

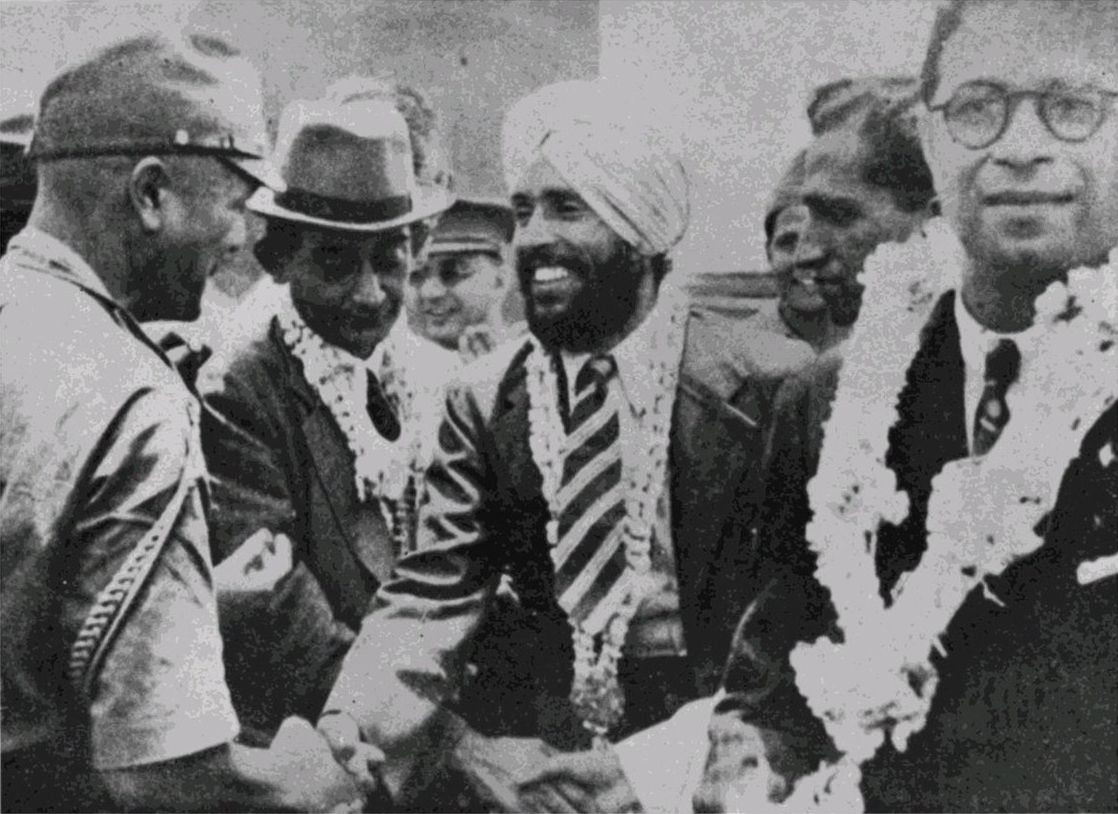
El mayor Fujiwara saluda al capitán Singh del Ejército Nacional Indio, en abril de 1942

F Kikan (Fujiwara kikan (藤原機関 Fujiwara o Efu (F) Kikan?) fue un servicio de inteligencia militar establecido por el Cuartel General Imperial Japonés en septiembre de 1941. La Unidad fue transferida a Bangkok al final de aquel mes, al mando del mayor Fujiwara Iwaichi, jefe de inteligencia del 15.º Ejército. Su tarea era hacer contactos con el movimiento de independencia indio, con la diáspora china y con sultanes malayos con el objetivo de fortalecer la amistad y cooperación entre estos y el Imperio de Japón.

## Historia y desarrollo
Basado en experiencias en China, el Ejército Imperial Japonés estableció una unidad semiautónoma para llevar a cabo labores de enlace con movimientos independentistas locales en el Sudeste Asiático y transmitir la inteligencia reunida de estos movimientos hacia la comandancia del ejército. Dos unidades de este tipo fueron establecidas antes del estallido de la Segunda Guerra Mundial en el sudeste asiático: el Minami Kikan y el F Kikan.
El F Kikan fue nombrado así por su líder, el mayor Fujiwara Iwaichi, jefe de inteligencia del 15.º Ejército Japonés, inicialmente estacionado en Bangkok a fines de 1941. El personal de Fujiwara incluía a cinco oficiales comisionados y dos intérpretes de hindi. El lema de Fujiwara era que la actividad de inteligencia para Ejército Imperial Japonés consistía en la "definitiva sinceridad".
Después del ataque en Pearl Harbor, al 15.º Ejército se le encomendaron tareas en la invasión de Malasia, periodo en el cual el F Kikan rescató al sultán Abdul Hamid Halim de Kedah y a su familia. Su hijo (y futuro primer ministro Tunku Abdul Rahman) hizo un anuncio radiofónico que instaba al pueblo malasio a cooperar con Japón. El F Kikan también intentó movilizar a la antibritánica Unión de Jóvenes Malasios, pero como la mayoría de sus dirigentes habían sido arrestados por los británicos poco después del inicio de la guerra, su impacto fue menor.
El F Kikan también fue instrumental en el establecimiento de relaciones con movimientos de resistencia en Indonesia contrarios a la dominación colonial neerlandesa, especialmente en Aceh en el norte de Sumatra, el cual formó el telón de fondo para la ocupación japonesa de Indonesia.
Sin embargo, el mayor éxito de F Kikan fueron sus contactos con los líderes independentistas indios Giani Pritam Singh Dhillon y el capitán Mohan Singh, y el reclutamiento de cerca de 40.000 prisioneros de guerra indios que finalmente terminaron configurando el Ejército Nacional Indio. Este desarrollo fue un golpe enorme para el gobierno japonés, y supuso una amenaza directa a la posición británica en India.
Después de la rendición británica de Singapur en 1942, el F Kikan fue disuelto y reemplazado por una nueva agencia de enlace nueva, el Iwakuro Kikan, o "I Kikan", para coordinar actividades entre el Ejército Nacional Indio y el ejército japonés.